# Tárolt Programú Analizátor
A TPA – a Tárolt Programú Analizátor rövidítése – egy számítógépcsalád jelölése, amit a Központi Fizikai Kutatóintézetben (KFKI) fejlesztettek ki 1966-tól és gyártottak 1968-tól kezdve. A különböző továbbfejlesztett modellek gyártása egészen az 1990-es évek elejéig folytatódott.
Az 1960-as évek Magyarországa a Szovjetunió által irányított politikai-gazdasági szövetség (KGST vagy „szocialista tömb”) tagja volt, és a központi irányítás befolyásolta a kutatási és gazdasági döntéseket. A Központi Bizottság döntései szerint az országban a számítástechnikai igényeket szovjet termékekkel kellett kielégíteni, emellett be kellett szüntetni a folyamatban lévő és jövőbeli számítógépes fejlesztéseket, így pl. az M–3 gép és utódjának fejlesztését is. A szovjet számítógépek nem mindig váltották be a hozzájuk fűzött reményeket, és a korabeli magyarországi technológiai színvonal gyakran meghaladta a szovjet technika szintjét, pl. az elektroncsövek gyártásában. Egyes területeken fölmerült az igény egyszerűbb, olcsóbb számítógépekre. Ezt az igényt igyekezett kielégíteni a TPA, de a politikai közeg miatt nem lehetett számítógépnek nevezni, ezért kapta az „Analizátor” elnevezést, noha a „Tárolt Programú” kifejezés önmagában Neumann-elvű gépet jelent.
A KFKI ebben az időben rendelkezett a szükséges kapacitással számítógépek fejlesztéséhez, adott volt a kísérletező-kutató környezet, a gyártási és technológiai tapasztalat, a fizikus- és mérnökcsapat és a széles látókörű vezetés. A gép fejlesztését a PDP–8 kisszámítógép megjelenése indította el; ennek a gépnek az utasításkészletét a fejlesztő (DEC) részletesen leírta a Small Computer Handbook c. kiadványában és ingyenesen osztogatta. A KFKI Elektronikus Főosztályának (EFO) két munkatársa javasolta a gép szerkezetének rekonstruálását az utasításkészlet ill. egy később megszerzett tesztprogram alapján. A fejlesztést, azaz a gép logikai áramköri felépítésének újraalkotását 1966-ban kezdték meg a KFKI Mérés- és Számítástechnikai Kutatóintézetében (MSZKI), és azt 1968-ban fejezték be. A hardver vezető tervezője Iványi Gyula volt. A fejlesztés alapján gyártott TPA–1001 jelű miniszámítógépet, a TPA család első tagját a Neumann János Számítógép-tudományi Társaság szimpóziumán mutatták be Esztergomban, 1968 nyarán.
A TPA–1001-es típus teljes mértékben szoftver-kompatibilis volt a mintául szolgáló PDP–8-assal, amit az is demonstrált, hogy egy későbbi bemutatón a jugoszláviai Ljubljanában egy DEC felhasználó a TPA gépet az eredeti DEC lyukszalagokkal bootolta és programokat futtatott rajta.

## TPA Modellek
| Modell     | Célgép v. processzor | Bithossz | Dátum     | Megjegyzés                             | Források    |
| ---------- | -------------------- | -------- | --------- | -------------------------------------- | ----------- |
| TPA1001    | PDP–8                | 12       | 1968      | DTL (dióda-tranzisztor logika)         | [ 2 ]       |
| TPA1001/i  | PDP–8                | 12       | 1971      | integrált áramkörös                    | [ 6 ]       |
| TPA/i      | PDP–8                | 12       | 1971      | integrált áramkörös, átnevezett 1001/i | [ 2 ] [ 6 ] |
| TPA/l      | PDP–8                | 12       | 197?      | javított TPA/i                         | [ 6 ]       |
| TPAl/128H  | PDP–8                | 12       | 197?      | 128 K memóriával                       | [ 6 ]       |
| TPA/s      | PDP–8                | 12       | 197?      | Intersil CPU-val                       | [ 6 ]       |
| TPA70      | -                    | 16       | 1970-1972 | integrált áramkörös                    | [ 2 ] [ 7 ] |
| TPA–1140   | PDP–11/40            | 16       | 1976-1977 | .                                      | [ 2 ]       |
| TPA–1148   | PDP–11/70            | 16       | 1981      | a TPA–1140 javított változata          | [ 2 ]       |
| TPA–11/440 | PDP–11, VAX          | 32       | 1982      | .                                      | [ 2 ]       |
| TPA–11/420 | Digital J-11 proc.   | 32       | .         | .                                      | [ 2 ]       |
| EMU–11     | -                    | 16       | .         | mikroprogramozott, Intel 3000 + LSI    | [ 2 ]       |
| TPA–Janus  | PDP–11, Z80          | 16, 8    | .         | dual processzoros                      | [ 2 ]       |
| TPA–11/170 | PDP–11, DCJ11 proc.  | 16       | .         | .                                      | [ 2 ]       |
| TPA Quadro | DECmate              | 12       | 198?      | Amd 2900 csipekkel                     | [ 2 ] [ 6 ] |
| TPA–11/580 | VAX-11/780           | 32       | 1983-1988 | .                                      | [ 2 ]       |
| TPA–11/540 | VAX-11/730           | 32       | 1983-1988 | .                                      | [ 2 ]       |
| TPA–11/510 | MicroVAX II          | 32       | 1985 kb.  | átcímkézett gép                        | [ 2 ]       |
| TPA–11/520 | VAXstation II        | 32       | 1985 kb.  | átcímkézett gép                        | [ 2 ]       |
| TPA–11/530 | MicroVAX 3500        | 32       | 1988-1989 |                                        | [ 3 ]       |
| TPA–11/532 | MicroVAX 3500        | 32       | 1985 kb.  | átcímkézett gép                        | [ 2 ]       |
| TPA–11/535 | MicroVAX 3500        | 32       | 1989      |                                        | [ 3 ]       |
| TPA–11/540 | VAX-11/730           | 32       | 1985-1986 |                                        | [ 3 ]       |
| TPA–11/560 | VAX–11               | 32       | 1987      | többprocesszoros                       | [ 2 ]       |
| TPA–11/580 | VAX-11/780           | 32       | 1983-1987 |                                        | [ 3 ]       |
| TPA–11/582 | VAX-11/780           | 32       | 1987      |                                        | [ 3 ]       |
| TPA–11/585 | VAX-11/785           | 32       | 1988-1989 |                                        | [ 3 ]       |
| TPA–11/587 | VAX-11/785           | 32       | 1989      |                                        | [ 3 ]       |
| TPA–XP1    | MIPS R3000           | 32       | 1992      | 2-32 processzor                        | [ 2 ]       |

## Jellemzők

### TPA–1001
A TPA–1001 megfelel a PDP–8 számítógépnek, azzal szoftveresen teljesen kompatibilis. A hardver teljes mértékben saját fejlesztés. A fejlesztők: Iványi Gyula, Bogdány János, Nyitrai Zoltán, Bánki Ferenc, Szabó Pál, Schmidt Rudolf, Lukács József, Lőcs Gyula, Iványi Gyuláné.
Jellemzők:
- Szoftverompatibilitás: DEC PDP–8
- Fejlesztés ideje: 1966–1969
- Szóhossz: 12 bit
- Technológia: DTL (dióda-tranzisztor logika)
- Sebesség: kb. 0,01 MIPS
- CPU
  - Regiszterek: 1 akkumulátor, 1 programszámláló, 2 belső regiszter (MBR, MAR) – mind 12 bites
  - Címzési módok: direkt címzés azonos lapon, indirekt címzés, autoindex
  - Utasításkészlet: egycímes gép, 8 utasítás (PDP–8 utasításkészlet)
  - Megszakítási rendszer: egyszintű (a PDP–8 I/O buszán egyetlen megszakítási vonal)
- Memória: ferritgyűrűs memória, 10 μs ciklusidő, max. 32K szó
- Sínrendszer: külön memória és periféria sín
- Háttértár: NC 245 KFKI fóliás diszk, 32K szó kapacitás
- Konzol: ASR 33 Teletype, 10 karakter/s
- Perifériák:
  - FS-1500 lyukszalag-olvasó, 1500 karakter/s
  - Facit 4060 szalaglyukasztó, 150 karakter/s
- Méretek: 150 × 140 × 70 cm
- Programozási nyelvek: SLANG assembler, Focal, Fortran